# Hireanaguddadahalli, Dod Ballapur
Hireanaguddadahalli là một làng thuộc tehsil Dod Ballapur, huyện Bangalore Rural, bang Karnataka, Ấn Độ.